# Max Doerner
Max Doerner (Burghausen, 1 april 1870 -  München, 1 maart 1939) was een Duitse kunstschilder, restaurator en professor aan de kunstacademie van München. Hij is bekend van zijn handboek voor de ambachtelijke kunstschilder waarin de diverse technieken om verf te gebruiken en behandelen worden beschreven.

## Leven
Max Doerner studeerde in München aan de kunstacademie en was een student van Johann Caspar Herterich en Wilhelm von Diez . Zijn stijl van schilderen kwam overeen met het impressionisme en hij zocht zijn motieven voornamelijk in het landschap rond de Ammersee.
Tijdens zijn studiebezoeken aan Nederland en Italië hield hij zich bezig met de technieken van de oude meesters in de schilderkunst en bestudeerde hij vooral de techniek van fresco-schilderen in Pompeii. Zijn onderzoek heeft de manier waarop de restauratie werd uitgevoerd fundamenteel veranderd en probeerde de oorspronkelijke substantie van een beschadigd kunstwerk te behouden. De publicatie van Malmaterial und seine Verwendung im Bilde (München 1921) kan worden beschouwd als het eerste standaardwerk op dit gebied en heeft zich wereldwijd verspreid.
In 1911 werd Doerner docent schildertechniek aan de Academie van München en in 1921 werd hij benoemd tot professor. 
In 1937 werd het Staatliche Prüf- und Forschungsanstalt für Farbentechnik opgericht in München als het Rijksinstituut voor schildertechniek waarvan Doerner de leiding op zich nam. Het instituut bestaat nog steeds en is vernoemd naar de oprichter, het Doerner Institut
Doener wordt beschouwd als de leermeester van o.a. kunstenaars als: Kurt Wehlte en Josef Albers. 